# Epicotyl
Het epicotyl is het deel van de stengel binnen een kiemplant dat zich boven de zaadlobben bevindt. Het gedeelte onder de zaadlobben heet het hypocotyl.
De manier waarop het epicotyl zich ontwikkelt hangt van de plantensoort af:
- Bij eenzaadlobbigen en bij tweezaadlobbigen met hypogeïsche kieming is het epitocyl het eerste stengeltje dat bij de kieming boven de grond uitsteekt. In dit geval duwt het epicotyl het pluimpje naar boven.
- Bij tweezaadlobbigen met epigeïsche kieming komen de zaadlobben boven de grond uit, en is het epicotyl de stengel die daar bovenuit komt.

De groei van het epicotyl wordt aangestuurd door fytochroom dat als een lichtreceptor werkt.